# Клодфелтер, Дэн
Дэн Клодфелтер (англ. Dan Clodfelter) — государственный и политический деятель Соединённых Штатов Америки. Член Демократической партии США, с 2014 по 2015 год являлся мэром Шарлотта.

## Биография
Родился 2 июня 1950 года в Томасвилле, штат Северная Каролина. Окончив среднюю школу в Томасвилле, он продолжил обучение в Колледже Дэвидсона, где получил по окончании степень бакалавра наук. В 1972 году Дэн Клодфелтер получил Стипендию Родса и продолжил учёбу в Оксфордском университете. В 1977 году окончил факультет юриспруденции в Йельской школе права. После окончания Йельской школы права Дэн Клодфелтер с 1977 по 1978 год работал в судебной системе Северной Каролины, затем занимался частной юридической практикой в Шарлотте.
С 1987 по 1993 год Дэн Клодфелтер был членом Городского совета Шарлотты. В 1998 году был избран членом Сената Северной Каролины, занимал должность сопредседателя финансового комитета и вице-председателя юридического комитета Сената. С 1982 года Дэн Клодфелтер является доверительным управляющим фонда Trustee of the Z. Smith Reynolds Foundation.
26 марта 2014 года мэр Шарлотта Патрик Кэннон ушел в отставку с должности на фоне обвинений в коррупции, а несколько членов Городского совета Шарлотты заявили о своей поддержке кандидатуры Дэна Клодфелтера на должность мэра. 7 апреля 2014 года Городской совет Шарлотта назначил Дэна Клодфелтера, он сменил на этом посту исполняющего обязанности Майкла Барнса. Дэн Клодфелтер уволился из Сената Северной Каролины и был приведен к присяге в качестве мэра Шарлотта. В 2015 году он вновь баллотировался на должность мэра города, но потерпел поражение во внутрипартийный выборах Демократической партии США от Дженнифер Робертс. Дэн Клодфелтер женат на Элизабет Беван, у пары двое совершеннолетних  детей.